# Route de la Belle-Étoile
La route de la Belle-Étoile est une voie située dans le 12e arrondissement de Paris, en France.

## Origine du nom

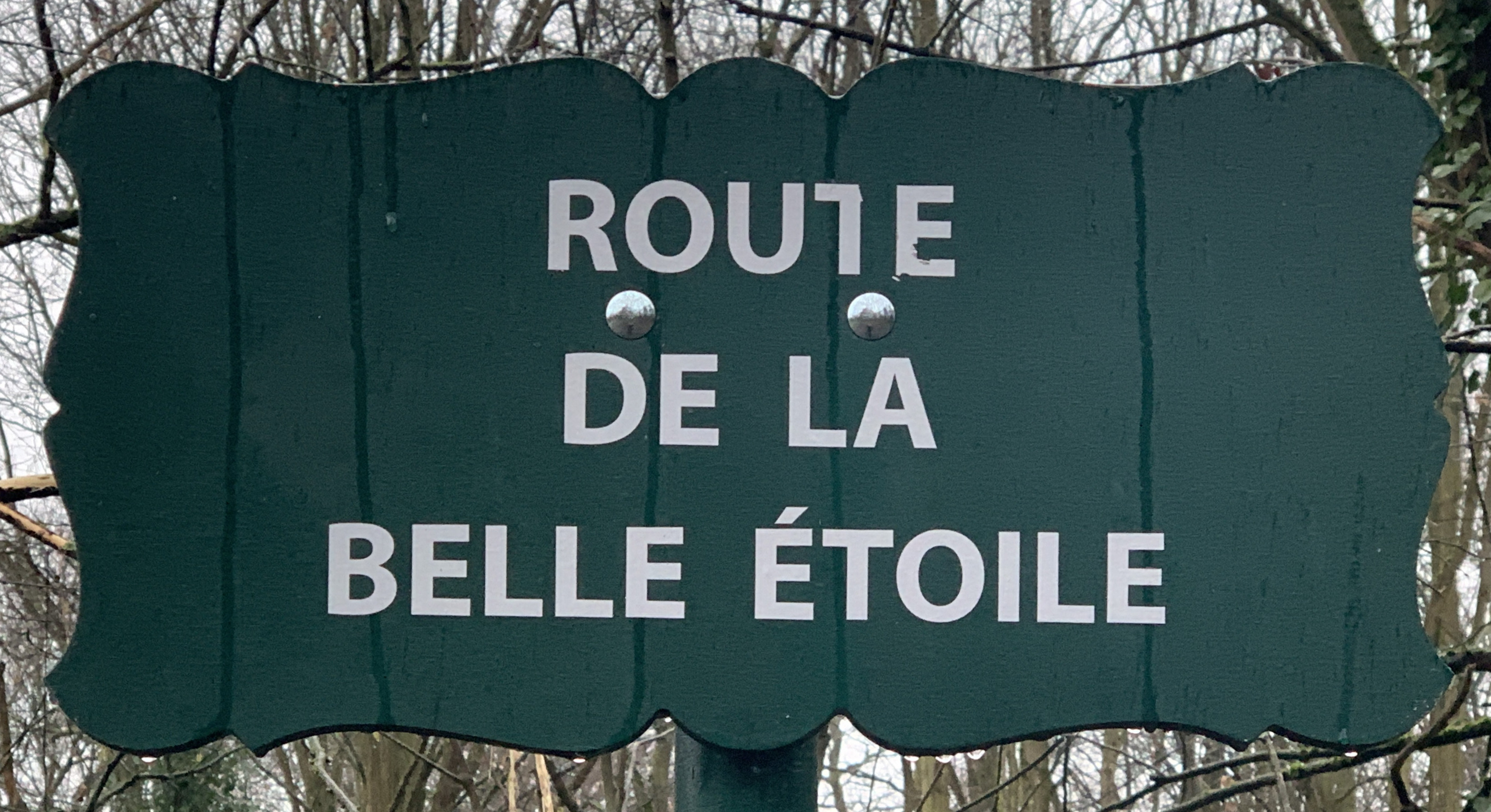
Plaque de la route.